# واریاسیون‌های چیستان

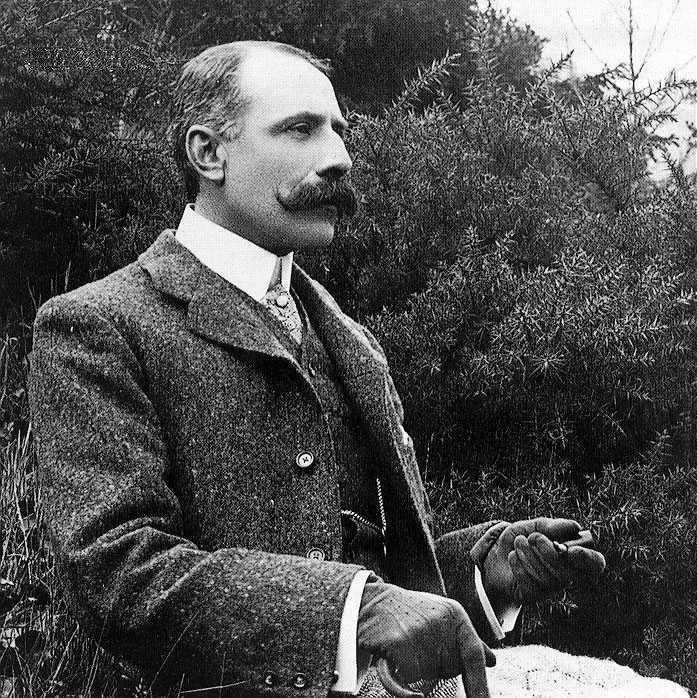
ادوارد الگار در اوایل دهه ۱۹۰۰ میلادی، آخرین واریاسیون مجسم کننده خود اوست

واریاسیون‌های چیستان اپوس ۳۶، مجموعه ۱۴ قطعه کوتاه برای ارکستر هستند که توسط ادوارد الگار بر روی تمی مشترک تصنیف شده‌اند. همسر و دوستان آهنگساز موضوع این واریاسیون‌ها هستند. در واقع هر واریاسیون مجسم کننده تصویری از رفتار و روحیات همسر، اطرافیان و خود آهنگساز است. الگار این واریاسیون‌ها را «چیستان» (به انگلیسی: Enigma) نام نهاد. او هرگز منبع الهام تم مشترک آن‌ها را مشخص نکرد. وی تا زمان حیاتش هرگونه گمانی را در این مورد رد کرد و این مهم تاکنون مانند رازی باقی مانده است.

## تاریخچه
ایده تنظیم واریاسیون‌ها در اکتبر ۱۸۹۸ و زمانی شکل گرفت که الگار پس از یک روز تدریس به بداهه‌نوازی با پیانو پرداخت. در این زمان نغمه‌ای توجه همسرش، آلیس را جلب کرد. آلیس از او درخواست کرد که آن قطعه را دوباره بنوازد. الگار نیز برای آنکه همسرش را سرگرم کند به نواختن واریاسیون‌هایی بر روی تمی مشترک پرداخت. هر واریاسیون تصویرگر یکی از دوستان و اطرافیان آهنگساز بود. وی کمی بعد آن‌ها را برای ارکستر تنظیم نمود. الگار در آغاز هر واریاسیون حرف نخست نام کسی را که آن واریاسیون تصویرگرش بود و بر پارتیتور واژه انیگما (چیستان) را نوشت.
الگار خود در نامه‌ای به دوستش آگوست ایگر چنین نوشت:
واریاسیون‌ها مرا جذب خودشان کرده‌اند. زیرا آنان را با لقب‌های دوستان خاص خودم برچسب زده‌ام –تو [ایگر] نمرود هستی– به این معنا که هر یک از واریاسیون‌ها را برای تجسم کیفیتی از حالات یکی از دوستانم نوشته‌ام. این ایده عجیبی است و نتیجه برای آنان که در پشت صحنه هستند نیز جالب خواهد بود.
واریاسیون‌های چیستان برای نخستین بار در ۱۹ ژوئن ۱۸۹۹ در لندن اجرا شدند.

## واریاسیون‌ها
تم اصلی
اثر با تم «انیگما» آغاز می‌شود که موجز و فصیح بوده و از نتالیته سل مینور به سل ماژور تعییر می‌یابد.
واریاسیون شماره ۱سی. اِی. ای
تصویر ملیحی از کارولین آلیس الگار، همسر الگار را مجسم می‌سازد.
واریاسیون شماره ۲اچ. دی. اس. پی.
این واریاسیون تصویرگر هیو دیوید استوارت پاول، نوازنده پیانو انگلیسی است که الگار با او و یکی دیگر از دوستان موسیقی‌دانش به اجرای موسیقی سه‌نفره می‌پرداخت.
واریاسیون شماره ۳آر. بی. تی.
مجسم کننده ریچارد باکستر تاونزهد است. یکی از دوستان الگار که با صدای زیر که از حنجره یک مرد بعید بود آواز می‌خواند. الگار در این بخش از باسون و سازهای بادی استفاده کرده است.
واریاسیون شماره ۴دبلیو. ام. بی.
تصویرگر ویلیام میث بیکر است. که شخصی مصمم و قاطع بود. موسیقی در این بخش کیفیتی شتاب‌آمیز و پر حرارت دارد. این واریاسیون کوتاه‌ترین واریاسیون است.
واریاسیون شماره ۵آر. پی. اِی.
تصویرگر ریچارد پنراز آرنولد، پسر شاعر انگلیسی، متیو آرنولد است. ریچارد فردی متفکر و خوش‌برخورد بود. حالت خنده‌های او با سازهای بادی چوبی نشان داده شده است.
واریاسیون شماره ۶ایزوبل
تصویرگر ایزابل فیتن، نوازنده آماتور ویولا و ویولن و شاگرد الگار است. ساز ویولا در این واریاسیون نقش چشمگیری دارد.
واریاسیون شماره ۷ترویت
تصویرگر آرتور ترویت گریفیث است که معمار و دوست الگار بود. ساز تیمپانی در این واریاسیون نقش ممتازی دارد. گویا الگار با استفاده از این ساز کوبه‌ای قصد داشته روحیه اهل بحث و جدل بودن دوستش را مجسم سازد.
واریاسیون شماره ۸دبلیو. ان.
تصویرگر وینیفرد ناربری است که شخصیتی آسان‌گیر داشت.
واریاسیون شماره ۹نمرود
شناخته شده‌ترین واریاسیون و تصویرگر دوست بسیار صمیمی الگار، آگوست یوهانس ییگر است. الگار در انتخاب نام این واریاسیون با واژه‌ها بازی کرده است. نمرود در کتاب‌های مقدس شکارچی ماهری است و ییگر (Jaeger) نیز در زبان آلمانی به معنای شکارچی است. این واریاسیون نشان دهنده رابطه گرم و صمیمانه الگار و ییگر و اینکه چگونه الگار از او تأثیر پذیرفته است.
واریاسیون شماره ۱۰دورابلا
تصویرگر میس دورا پنی است. این واریاسیون شامل همراهی سازهای بادی و زهی است.
واریاسیون شماره ۱۱جی. آر. اس.
مجسم کننده جرج رابرتسن سینکلر و سگ بولداگش است. صدای عوعوی سگ با کمک سازهای برنجی به خوبی شبیه‌سازی شده است.
واریاسیون شماره ۱۲بی. جی. ان
تصویرگر باسیل نوین‌سن است. نوازنده ویلن‌سل که در گروه سه‌نفره می‌نواخت (واریاسیون شماره ۲). نقش اصلی در این واریاسیون بر عهده ویولن‌سل است.
واریاسیون شماره ۱۳***
تصویرگر لیدی مری لیگن است که دوست نزدیک الگار و همسرش بود. الگار در زمان خلق اثر به او نامه‌ای نوشت تا برای استفاده از نامش از او اجازه بگیرد اما نامه زمانی به دست لیدی مری رسید که او عازم سفر به استرالیا بود. بنابراین امکان پاسخگویی وجود نداشت. الگار نیز از نشان سه ستاره استفاده کرد. کلارینت در این واریاسیون تمی از اورتور فلیکس مندلسون به نام «دریای آرام و سفر دلپذیر و باشکوه با کشتی» را اجرا می‌کند.
واریاسیون شماره ۱۴ای. دی. یو.
ای‌دی‌یو لقبی است که همسر الگار به او داده بود. این واریاسیون تصویرگر خود آهنگساز است و دارای تمی از واریاسیون‌های سی‌اِی‌ای و نمرود است که نشان دهنده تأثیری است که همسر و دوست نزدیک الگار بر او و زندگی هنریش گذارده‌اند.